# Lluís Homar
Lluís Homar i Toboso (Barcellona, 20 aprile 1957) è un attore e direttore teatrale spagnolo.

## Biografia
Studiò Giurisprudenza all'Università autonoma di Barcellona senza completare gli studi ed entrò all'Institut del Teatre della sua città natale. Nel 1974 partecipò all'opera Otello e successivamente entrò nel gruppo del Teatro Escorpio prendendo parte a due lavori: Terra Baixa e Quiriquibú. Nel 1976 fondò con altri attori la Sociedad Cooperativa del Teatre Lliure di Barcellona in cui lavora ininterrottamente da allora (divenendone direttore artistico fra il 1992 e il 1998) e partecipando a numerosi spettacoli. Negli stessi anni Homar comparve per la prima volta in produzioni televisive, debuttando al cinema nel 1982 con La plaza del Diamante.
Homar ha interpretato molti ruoli al cinema. In Italia è conosciuto per aver preso parte a La mala educación (2004) e a Gli abbracci spezzati (2009), entrambi di Pedro Almodóvar, e per aver interpretato il ruolo di Papa Alessandro VI nella serie tv italo-spagnola Los Borgia. Ha anche partecipato al film Reinas - Il matrimonio che mancava del 2005. Ha lavorato con importanti registi spagnoli come Mario Camus, Vicente Aranda, Pilar Miró, Gerardo Vera, Agustí Villaronga, Pau Freixas o Montxo Armendáriz. Ha preso parte a diverse fiction spagnole. Fra cui 23-F: el día más difícil del rey, film televisivo sul tentato golpe del 1981 in cui ha interpretato re Juan Carlos I.

## Filmografia parziale

### Cinema
- La mala educación, regia di Pedro Almodóvar (2004)
- Reinas - Il matrimonio che mancava (Reinas), regia di Manuel Gómez Pereira (2005)
- Los Borgia, regia di Antonio Hernández (2006)
- La habitación de Fermat, regia di Luis Piedrahita e Rodrigo Sopeña (2007)
- Lo mejor de mí, regia di Roser Aguilar (2007)
- Gli abbracci spezzati (Los abrazos rotos), regia di Pedro Almodóvar (2009)
- Héroes, regia di Pau Freixas (2010)
- Con gli occhi dell'assassino (Los ojos de Julia), regia di Guillem Morales (2010)
- Eva, regia di Kike Maíllo (2011)
- Striscia vincente (The Pelayos), regia di Eduard Cortés (2012)
- Latin Lover, regia di Cristina Comencini (2015)
- Elisa e Marcela (Elisa y Marcela), regia di Isabel Coixet (2019)

### Televisione
- Grand Hotel - Intrighi e passioni (Gran Hotel) – serial TV, terza stagione (2013)
- Il sospetto (Bajo Sospecha), Serie TV (2015-2016)

## Doppiatori italiani
- Massimo Corvo ne La mala educación, Gli abbracci spezzati
- Stefano De Sando in Reinas - Il matrimonio che mancava
- Dario Oppido in Con gli occhi dell'assassino
- Gino La Monica in Grand Hotel - Intrighi e passioni
- Luca Biagini in Eva
- Mario Cordova ne Il sospetto